# EA Sports FC Online
EA Sports FC Online (tiền thân là FIFA Online 4) là một trò chơi bóng đá trực tuyến nhiều người chơi miễn phí được phát triển bởi EA Spearhead và được phát hành bởi Nexon. Trò chơi được thông báo lần đầu vào tháng 11 năm 2017, và ra mắt lần đầu tiên vào ngày 17 tháng 5 năm 2018 ở Hàn Quốc. Trò chơi được ra mắt tại Trung Quốc vào ngày 11 tháng 6, Thái Lan ngày 12 tháng 6, và Việt Nam vào ngày 14 tháng 6 năm 2018.

## Phát triển
Vào tháng 12 năm 2017, bản thử nghiệm closed beta đầu tiên được ra mắt tại Hàn Quốc. Bản open beta ra mắt vào ngày 17 tháng 5 năm 2018. Tại Việt Nam bản closed beta ra mắt ngày 22 tháng 3 năm 2018 

### FC Online M
FIFA Online 4 M được phát hành ở Hàn Quốc trên hệ điều hành iOS và Android vào tháng 7 năm 2018. Đây là phiên bản di động của FC Online (Tiền thân là Fifa Online 4 M) và là phần kế tiếp của FIFA Online 3 M. Game mobile này sau đó được phát hành vào tháng 11 năm 2018 tại Việt Nam và Thái Lan.

### Giấy phép FIFA
Sau khi FIFA tuyên bố sẽ không cấp giấy phép sử dụng tên và nhãn hiệu của tổ chức này cho EA, Nexon vẫn đảm bảo trò chơi vẫn tiếp tục trên PC và di động dưới tên gọi EA Sports FC Online.

## Trò chơi
Game engine của trò chơi sử dụng engine Ignite dựa theo FIFA 16. FC Online có chuyển động động và một số thành phần khác từ FIFA 18, trong khi gameplay và AI của FIFA 17.
Trò chơi cho phép người chơi thi đấu 2v2 hoặc 3v3 cũng như xây dựng đội hình như trong các trò chơi FIFA khác. Người chơi có thể mua cầu thủ từ thị trường chuyển nhượng và tăng chỉ số bằng cách mua các vật phẩm.

## Tính năng

### 2018 FIFA World Cup Russia và 2022 FIFA World Cup Qatar
Vào ngày 24 tháng 5 năm 2018, Nexon thông báo chế độ chơi "World Cup" sẽ ra mắt vào ngày 31 tháng 5 năm 2018. Có hai chế độ chơi mới là Thi đấu vòng bảng World Cup với máy tính và Thi đấu từ vòng 16 đội với người chơi thực.
Vào ngày 24 tháng 10 năm 2022, Nexon thông báo chế độ chơi "World Cup 2022" sẽ ra mắt trở lại vào ngày 31 tháng 10 năm 2022.

### UEFA Euro 2024 Germany
Vào ngày 18 tháng 5 năm 2024, Nexon thông báo chế độ chơi "UEFA Euro 2024" sẽ ra mắt vào ngày 31 tháng 5 năm 2024.

## Đón nhận
Tính tới 2022, FC Online là môn thể thao điện tử phổ biến thứ 5 ở Hàn Quốc.